# 小行星2119
小行星2119（2119 Schwall）是一颗围绕太阳公转的小行星。1930年8月30日，马克斯·沃夫、馬里奧·A·費雷羅（Mario A. Ferrero）在海德堡发现了此天体。
該小行星以德國王座山天文台的工作人員奧古斯特·施瓦爾（August Schwall）命名。
这颗小行星的绝对星等为19.99051等。